# Aerangis luteoalba var. rhodosticta
Aerangis luteoalba var. rhodosticta es una orquídea epífita originaria de África.

## Distribución y hábitat
Se encuentra en Etiopía, Kenia, Tanzania, República Centroafricana, República Democrática del Congo, Uganda y Camerún en los bosques de ribera en pequeñas ramitas y ramas de árboles y arbustos, rara vez en los troncos, en las elevaciones de 1250 a 2200 m s. n. m.

## Descripción
Es una planta pequeña de tamaño que prefiere clima caliente a fresco, es epífita, tiene raíces aplanadas, tallo muy cortas con hojas, más o menos, lineales, curvas, carnosas, ápice bi-lobulado de manera desigual que tiene todo configurado en el mismo plano y se puede montar  en corcho o en  helechos arborescentes. Florece  con fragantes flores en dos filas planas, en una inflorescencia de 40 cm de largo, arqueada o pendular con pequeñas brácteas florales. Produce la floración en  invierno o primavera.

## Cultivo
En el verano la planta está en pleno crecimiento y  necesita de alta humedad, abundante agua y fertilizantes hasta mediados del Otoño, cuando se debería reducir, pero no hasta el punto de estar seca.

## Taxonomía
Aerangis luteoalba var. rhodosticta fue descrita por (Kraenzl.) J.Stewart y publicado en Kew Bulletin 34: 310. 1979.
Etimología
El nombre del género Aerangis procede de las palabras griegas: aer = (aire) y angos = (urna), en referencia a la forma del labelo.
luteoalba: epíteto latino que significa "beige con manchas rojas".
Sinonimia

## Sinonimia
- Angraecum rhodostictum Kraenzl. (1896) (Basionymum)
- Angorchis rhodosticta (Kraenzl.) Kuntze (1903)
- Angraecum albidorubrum De Wild. (1916)
- Aerangis rhodosticta (Kraenzl.) Schltr. (1918)
- Aerangis albidorubra (De Wild.) Schltr. (1918)
- Angraecum mirabile auct. (1923)
- Aerangis albido-rubra De Wild. Schlecter 1918;
- Aerangis rhodistica Kraenzl. Schlechter 1918;
- Angraecum luteo-album Kraenzl. 1895;
- Angraecum mirabilis Hort. ?;
- Rhaphidorhynchus luteo-albus (Kraenzl.) Finet 1907[1]